# Agnieszka Brandebura
Agnieszka Krzynowek-Brandebura (ur. 16 kwietnia 1981 w Łodzi) – gimnastyczka artystyczna, olimpijka z Sydney 2000, zawodniczka Widzewa Łódź.

## Kariera sportowa

### Osiągnięcia
- 1997 – 2. miejsce w mistrzostwach Polski w wieloboju
- 1998 – 2. miejsce w mistrzostwach Polski w wieloboju
- 1999 – 3. miejsce w światowych igrzyskach młodzieży w wieloboju
- 1999 – 2. miejsce w mistrzostwach Polski w wieloboju
- 2000 – 13. miejsce na igrzyskach olimpijskich w wieloboju